# Ethel Snowden

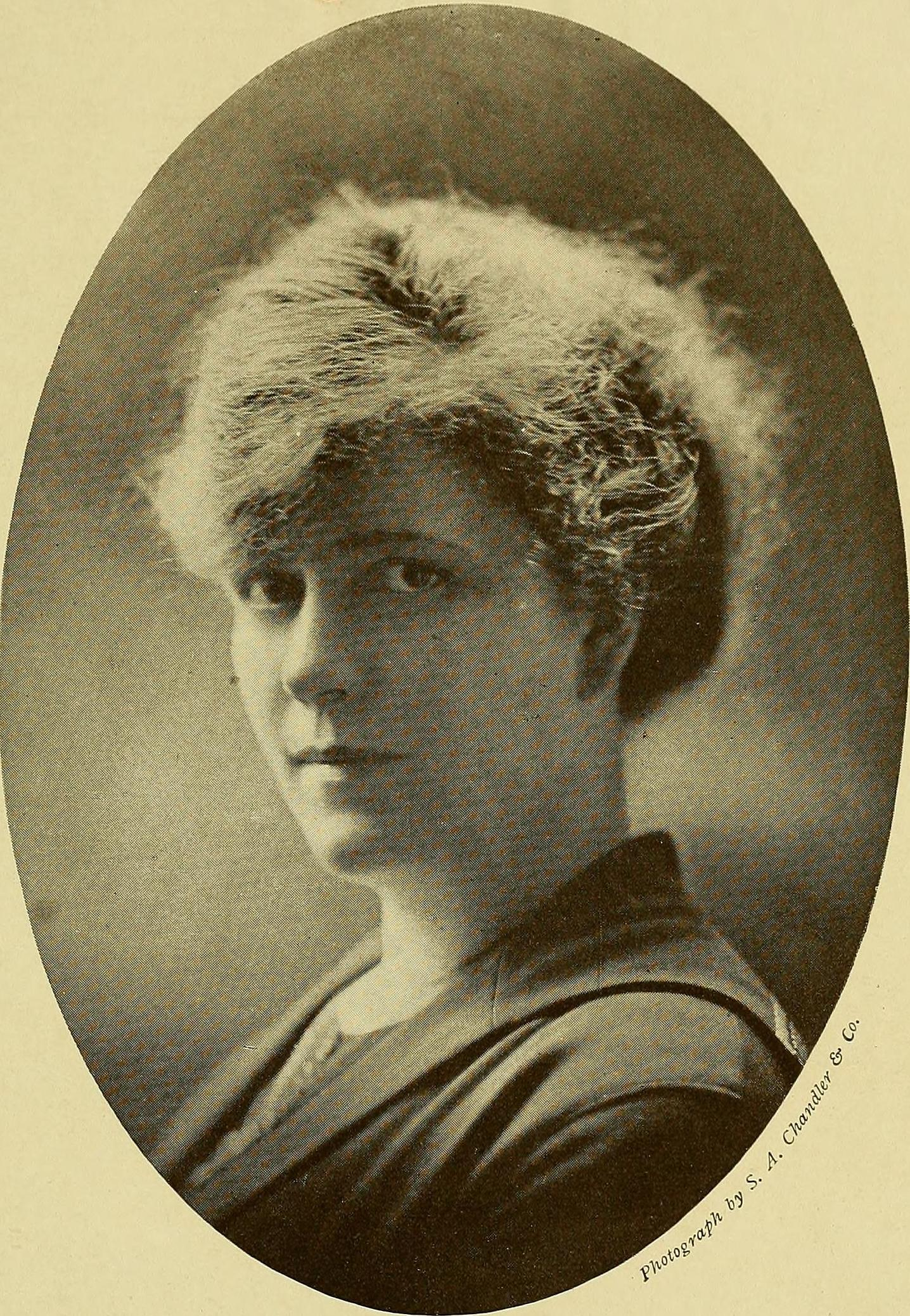
Ethel Snowden

Ethel Snowden, geborene Annakin (* 8. September 1881 in Pannal bei Harrogate; † 22. Februar 1951), war eine britische sozialistische und feministische Politikerin.
Ethel Snowden war christliche Sozialistin und Labourpolitikerin und ist vor allem bekannt als eine der Führenden in der Bewegung für das Frauenwahlrecht in Großbritannien. Sie engagierte sich auch in der Abstinenzbewegung und in der Friedensbewegung während des Ersten Weltkriegs. In ihrem Buch Through Bolshevik Russia äußerte sie sich sehr kritisch zur politischen Entwicklung in Russland nach der Machtübernahme der Bolschewiki, weshalb es sehr umstritten war in der britischen Linken zu dieser Zeit.
Verheiratet war sie seit 1905 mit dem Labourpolitiker Philip Snowden.

## Bibliographie

### Bücher
- The Woman Socialist (1907)
- The Feminist Movement (1913)
- Through Bolshevik Russia (1920)[1]
- A Political Pilgrim in Europe (1920)

### Kleinschriften
- Women: A Few Shrieks (1907)
- Women and the State (1907)
- British Standards of Child Welfare (1926)
- Welfare as Tested by ’The Declaration of Geneva’ (1926)